# Bralirwa
Bralirwa ist ein ruandischer Getränke- und Bierhersteller. Der Name steht für Brasseries et Limonaderies du Rwanda.

## Geschichte

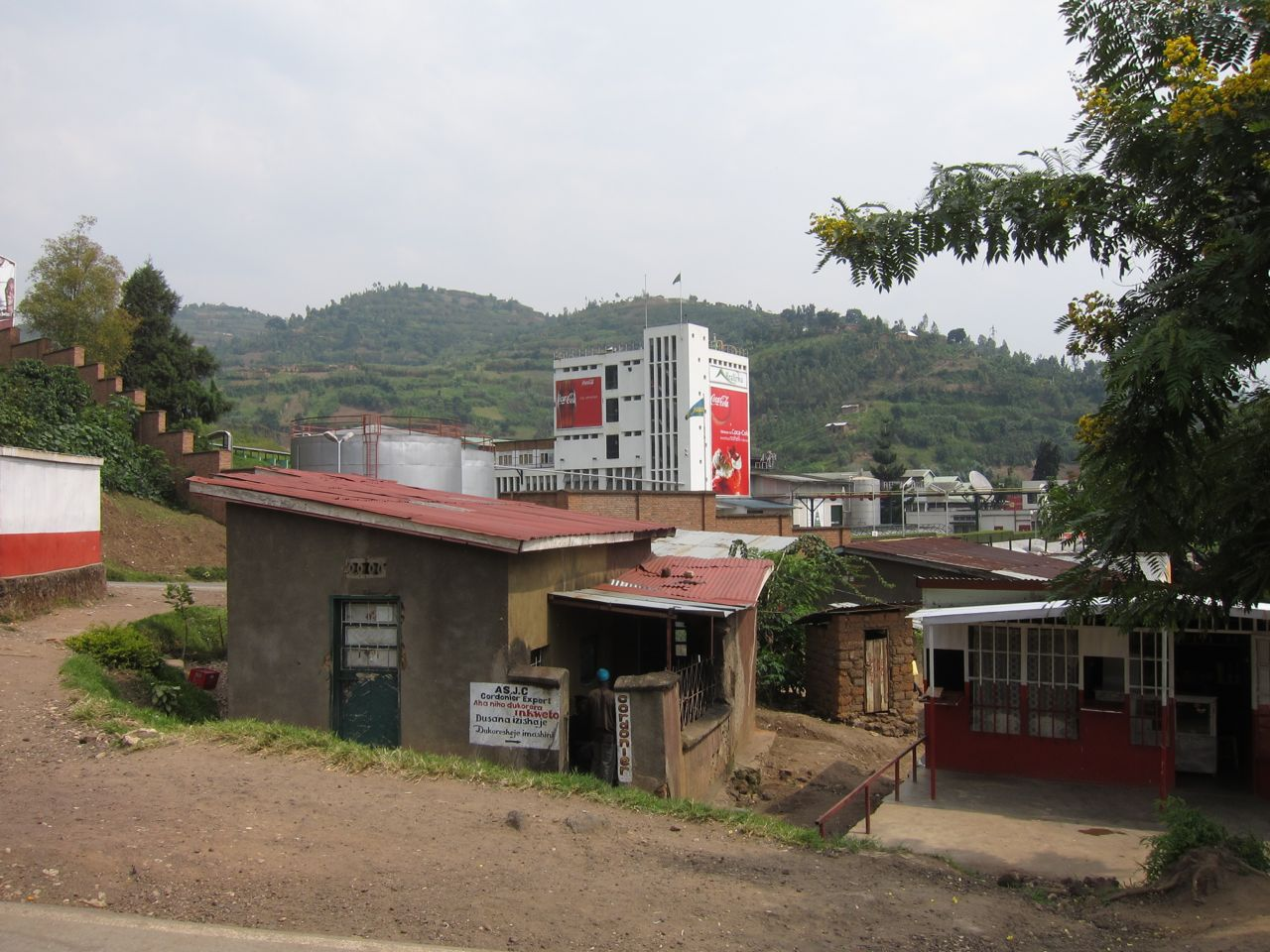
Bralirwa-Brauerei in Gisenyi

Bralirwa wurde 1957 gegründet und ist seit 1971 eine Tochtergesellschaft der Heineken Brauerei. In deren Besitz befanden sich 2014 rund 40 % des Aktienkapitals, 35 % in den Händen von Belegginsmaatschapij Limba B.V. und der Rest im Streubesitz. Das Unternehmen hat die Abfüllrechte für Coca-Cola und Guinness. Seine bekanntesten Marken sind „Primus“ und „Mützig“. Seit dem 31. Januar 2011 werden die Aktien der Gesellschaft an der Börse von Ruanda gehandelt. Es handelte sich um den ersten Börsengang eines ruandischen Unternehmens. Nach eigenen Angaben hatte Bralirwa 2014 bei Bier einen Marktanteil von 94 % und 99 % bei sonstigen Getränken in Ruanda.

## Liste der Geschäftsführer (seit 2005)
- 09/2005 – 02/2009: Door Plantenga[4][5]
- 02/2009 – 01/2012: Sven-Erik Piederiet[5][6]
- 01/2012 – 08/2016: Jonathan Hall[7]
- 09/2016 – 01/2019: Victor Madiela[7][8]
- 01/2019 – 01/2022: Merid Demissie[9]
- 01/2022 – 03/2025: Etienne Saada[9][10][11]
- seit 03/2025: Ethel Emma-Uche[10]